# ドジャーブルー

ロサンゼルス・ドジャースのユニフォームの色

ドジャーブルー (Dodger blue) は、紺碧色の配色の一つである。MLB球団ロサンゼルス・ドジャースのユニフォームの色に用いられている。ウェブカラーにも使用されている。

## 歴史
ドジャーブルーの概念は1976年から1996年までロサンゼルス・ドジャースの監督を務めた名将トミー・ラソーダにより、大衆化された。「(私の体を)切ってみろ、私からドジャーブルーの血が流れるだろう。」という発言が有名である。2012年6月に心臓発作に見舞われた時も「私の体にドジャーブルーの血が流れているのが医師によって確認された」とジョークを飛ばした。